# 超念写探偵団 霊怪念写!イッパツくん
『超念写探偵団 霊怪念写!イッパツくん』（ちょうねんしゃたんていだん れいかいねんしゃイッパツくん）は『月刊コロコロコミック』で1996年4月号から12月号まで連載されていた玉井たけしによる漫画作品。

## 概要
ロッテから発売されたビックリマンシリーズの「超念写探偵団」とのタイアップ作品。イッパツ達が妖怪と戦うギャグ漫画。「超念写探偵団」は「学校の怪談」のような、日常に妖怪が潜んでいるというコンセプトで展開されたシリーズ。構成はダブルシールとなっており、モノクロの写真を冷やす、暖める、光に当てるなどをすると妖怪が白く映り、シールを剥がすと2枚目のシールに妖怪が描かれていた。但し、第3シリーズのボス妖怪の3体だけは1枚目はモノクロ写真ではなく札や機械による封印が描かれており、シール自体には仕掛けは無い。
原作は妖怪は第1弾・第2弾はギャグテイストのイラストで描かれていたが、第3弾は実写によるリアルな合成写真に変更された。漫画では最後まで作風は変わらず、第3弾に至っても妖怪は全編を通してギャグテイストに描かれている。
漫画化の前から『コロコロ』誌上では宣伝されていたが、特集記事が1996年の11月号で終了したため漫画版も12月号で全10話で終了し単行本も発売されなかった。

## あらすじ
お調子者の小学生イッパツは、ある日学校で事故に遭い死亡するが、暴走により地獄に多大な被害を与えたため、閻魔大王からカメラと皿をもらい生き返る。ところが、イッパツが戻ってきた世界には妖霊団により謎の現象が起こっていた。謎の少女・妖レイ子に超念写カメラで妖霊団と戦うように促され、女子の裸が映るカメラだと勘違いし、当初は尻込みしていたイッパツだが「妖霊団を退治すればお礼に裸を撮らせてくれるかも」というレイ子の言葉にやる気を出し、妖霊団を撃退する。しかし当然裸など撮らせてもらえるはずもなく、更には「妖霊団はイッパツが地獄から連れてきた」という誤解から全て退治する羽目になってしまうのだった。

## 登場キャラクター
念写一発（ねんしゃ いっぱつ）
お調子者でスケベな小学生。学校で給食運搬のトラックと救急車に轢かれ死亡するが地獄を破壊したため現世に戻される。その際、閻魔大王からもらった皿とカメラで人間界で悪事を働く妖霊団や怪々団、星人団を超念写パワーで退治し続けることとなる。口癖は語尾に「〜なのねん」。
妖レイ子
一発の前に現れた謎の少女。妖霊団について詳しく、あらゆる超念写の使い手だが カメラに封印する力は無い。
正体は妖霊団のボス大あば霊の娘。妖霊界が退屈で人間界にやってきたが、大あば霊の命令で連れ戻しに来た妖怪達に追われており、イッパツに協力する。
最終回では巨大超念写カメラで全ての妖怪を封印した際に一緒に封印されてしまうが、一発によって他の妖怪共々解放され、妖怪達が元の世界に帰る中でただ一人だけ人間界に残った。
珍念（ちんねん）
漫画版オリジナルキャラ　珍藩寺（ちんぱんじー）の住職。自称ゴーストハンター。
妖霊団や怪々団の妖怪の悪事を防ぐためイッパツと行動を共にするが、マヌケな行動も多い。
閻魔大王（えんまだいおう）
地獄で一番えらい人。イッパツを数々の悪行により地獄で苦しめようとするが破壊されてしまったため、超念写パワーの皿と超念写カメラを差し出して現世に送り返す。最終回で妖怪たちが現世に暴れたためカメラを巨大化した。
ずぶぬ霊（ずぶぬれい）
イタズラをする為にやってきた
イッパツとナナをずぶ濡れにした。
ひっぱ霊（ひっぱれい）
イタズラをする為にやってきた
漫画版オリジナルキャラ　イッパツの超念写を成功させてしまう。
おもし霊（おもしれい）
イタズラをする為にやってきた
パ霊ド（ぱれいど）
イタズラをする為にやってきた
ねむ霊（ねむれい）
イタズラをする為にやってきた
ナンダあ霊（なんだあれい）
イタズラをする為にやってきた
あったま霊（あったまれい）
イタズラをする為にやってきた
封印を逃れたらしく 5話で再登場した。
喰いだお霊（くいだおれい）
学校の給食を目当てにやってきた　人に取り憑き皮が弾けるまで食べ続ける。
レイ子に下剤を盛られてしまい 痩せた所を封印された。
雨・雨ふ霊（あめあめふれい）
遠足を中止させる為にやってきた　雨雲を操り自在に雨を降らす事が出来る。
下水で溺れてしまい 助かる為に自らカメラに封印された。
日本ば霊（にほんばれい）
雨・雨ふ霊に呼ばれてやってきた　雨雲を消し快晴にしてくれる。
木は枯れ 大地がひび割れる程の快晴にしてしまいイッパツ達を困らせた。
雲がく霊（くもがくれい）
レイ子を連れ戻す為 仲間を引き連れやってきた　雲を自在に操る事が出来る。
珍念の放った水晶玉を喰らい退散する。
とま霊（とまれい）
レイ子を連れ戻す為やってきた　踏切を自在に操る事が出来る。
何度も電車を通過させイッパツ達を足止めした。
霊ぞう（れいぞう）
レイ子を連れ戻す為にやってきた　鼻から冷凍ガスを噴射し物を凍らせる。
扉に体当たりをしようとしたが 誤って護摩の火に飛び込んでしまい自滅した。
大あば霊（おおあばれい）
妖霊団のボス。部下達の不甲斐なさに痺れを切らし自らレイ子を連れ戻すため人間界にやってきた。巨大な手に目が着いた異形であり、本当にレイ子の父親なのか怪しまれている。
どかん怪（どかんかい）
地球征服をもくろむ怪々団の妖怪。ボウリング好きで事故死した人間の怨念で生まれた。
まってく霊（まってくれい）
妖霊団の妖怪。動きがのろく台詞ものろい。どかん怪と知り合い怪々団と意気投合する。
乳ばな霊（ちちばなれい）
哺乳瓶型の妖霊団の妖怪。大あば霊と共にレイ子を連れ戻しに来た。
めっせー人（めっせーじん）
星人団の妖怪。イッパツたちに地球征服のメッセージを伝えに来た。
こわ星人（こわせいじん）
星人団のボス。機械仕掛けの体を持ち、異星人というよりは破壊兵器である。何かを破壊するのが生きがいでその為なら仲間など他の事は二の次になる。腹話術が上手い。
女子高星人（じょしこうせいじん）
星人団の妖怪。女子高生のスカートから一本足が伸びた一つ目の異形。珍念の股の臭いにやられる。
夜光星人（やこうせいじん）
星人団の妖怪。名前の通り夜行性で暗い所や陰湿な行動を好む。イッパツと珍念の光攻撃でやられる。
奇々怪々（ききかいかい）
怪々団のボスだが、最終回に背景として出た程度で殆ど登場しなかった。

## 用語
妖霊団（ごーすとだん）
地球征服を目論む妖怪一団。ボスは大あば霊。「霊」の名の通り、団員の名前は「れい」或いは「れ」が付く言葉を由来とする。怪々団、星人団の存在を知らなかった。最終回では巨大超念写カメラに怪々団、星人団共々封印されるが、レイ子を助けるべく一発が封印を解き放った事で考えを改め、怪々団、星人団と共にあるべき世界へと帰って行った。
原作ではシールを温めると妖霊団が出現する。
怪々団（かいかいだん）
妖霊団同様、地球征服を目論む妖怪一団。ボスは奇々怪々。「怪」の名の通り、団員の名前は「かい」が付く言葉を由来とする。原作では第1シリーズから妖霊団と共に登場していたが、漫画上では第3シリーズまで存在が語られず、どかん怪以外はほとんど出番がなかった。妖霊団、星人団の存在を知らなかった。
原作では第1、第2シリーズではシールを冷やすと怪々団が出現し、妖霊団とは差別化が図られていたが、リアル路線の第3シリーズに移ってからは温めると出現するように統一された。
星人団（せいじんだん）
宇宙から地球征服を目論む妖怪一団だが、妖怪と言うよりはその名の通り異星人の様相をしている。ボスはこわ星人。団員の名前は「せい」或いは「せ」で終わる言葉を由来とする。「せいじ」の例もある（ソー星人など）。妖霊団、怪々団の存在を知らなかった。
原作では第3シリーズからの登場で、ギャグテイストのキャラとしては登場していない。シールを日光に当てると出現するが、1枚目で出現するのはUFOで統一されており、星人団個別の姿は2枚目のみに描かれていた。
超念写カメラ
妖怪たちを取り込み写真にするカメラ。使用するには超念写パワーを生み出す皿の所持が必要。初心者は時間がかかる。イッパツが火炎地獄でおならをした所為で起きたガス爆発の中、無事に残った数少ないアイテム。イッパツは地獄にあった不思議なカメラなのだから「服が透けて撮れる」と勝手に思い込んで持ち帰った。最終回で閻魔大王の手により一度で大量の妖怪たちを取り込めるように巨大化された。広角レンズや焼き増し機能、掃除機能などが付いている。
地獄
現世で悪事を働いた人間を苦しめる場所。イッパツが来たことで血の池地獄はコウモリによって干上がり、針の山地獄は崩され、火炎地獄は屁により爆発した。その後、妖怪たちが人間界で暴れたことにより、「現世よりはマシ」と連れてこられた人間が苦しまない事態になってしまう。